# 田中雄太 (フィジオセラピスト)
田中 雄太（たなか ゆうた）は、セレッソ大阪U-23のフィジオセラピスト  、アカデミーフィジオセラピスト、メディカルグループリーダーである。

## 人物
サッカークラブ・NPO法人奈良クラブでアスレティックトレーナーとして、また小西病院（豊中市）で理学療法士を務める。

## 取得資格
- 理学療法士
- (公財)日本スポーツ協会公認 アスレティックトレーナー